# الگاریو بنکیورنسا

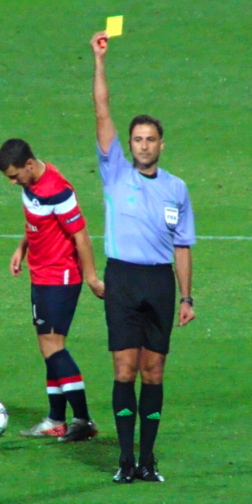
الگاریو بنکیورنسا

الگاریو بنکیورنسا (زاده ۱۸ اکتبر ۱۹۶۹) داور فوتبال پرتغالی است. او تاکنون تا تاریخ ۱۱ مارس ۲۰۰۹ ۱۱ بازی در جام باشگاه‌های اروپا و ۱۱ بازی در جام یوفا را قضاوت کرده او همچنین در جام‌های جهانی ۲۰۰۶ و ۲۰۱۰ حضور داشته‌است.